# Фиджи на Универсиадах
Фиджи принимает участие в Универсиадах начиная с летней Универсиады 1985 года в Кобе. На зимних Универсиадах спортивная делегация Фиджи не участвовала ни разу.
На настоящее время (после летней Универсиады 2021 и зимней Универсиады 2023) спортсмены Фиджи на всех Универсиадах медалей не завоевали.